# Constitución de Canadá

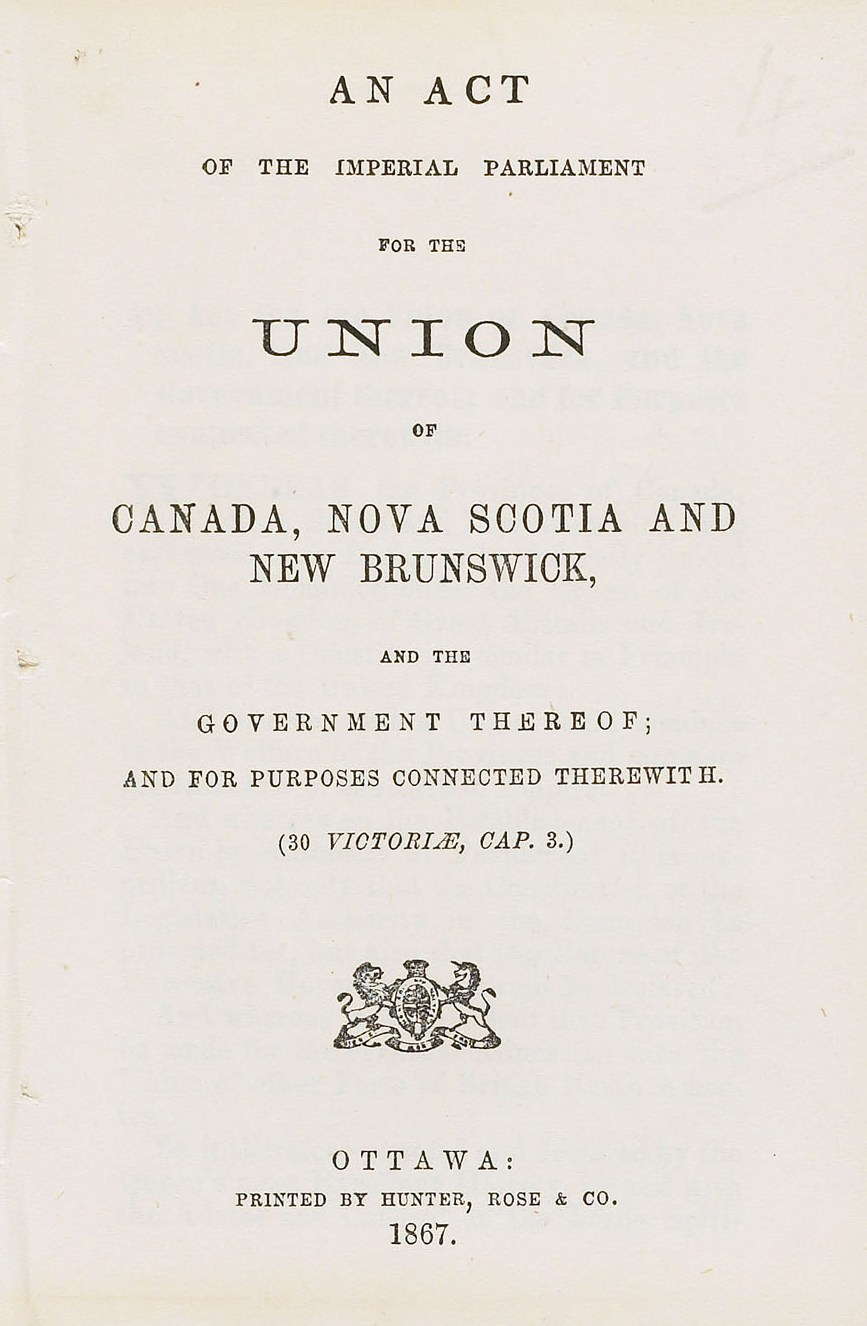
Portada de una copia en inglés de la Ley constitucional de 1867 (anteriormente conocida como Ley de la Norteamérica británica de 1867).

La Carta canadiense de los derechos y las libertades.

La Constitución de Canadá (en inglés, Constitution of Canada; en francés, Constitution du Canada) es la ley suprema del Estado gubernamental de Canadá y es una amalgama de actas codificadas y tradiciones no codificadas y convenciones. Esta determina las líneas de acción del sistema de gobierno de Canadá así como los derechos civiles de los ciudadanos canadienses.
La Constitución de Canadá establece ciertos principios fundamentales del país. Es una monarquía constitucional y el soberano es el rey del Reino Unido, representado en Canadá por un gobernador general. El país está organizado según el principio del federalismo que prevé una división de poderes entre el parlamento federal y las provincias. El sistema político se basa en el sistema Westminster. La constitución protege los derechos humanos, en particular a través de la Carta Canadiense de Derechos y Libertades. La constitución también prevé un principio de separación de poderes que garantiza la independencia judicial de los tribunales.
La constitución se compone principalmente de tres elementos: textos constitucionales, decisiones judiciales y convenciones constitucionales. A diferencia de muchos países, la constitución canadiense no está consolidada en un solo documento, se distribuye en unas pocas decenas de textos, siendo los principales las leyes constitucionales de 1867 y de 1982. A través de decisiones judiciales, la constitución incluye principios constitucionales implícitos. El derecho constitucional canadiense es la rama del derecho que estudia la constitución.
De acuerdo con la subsección 52(2) de la Ley constitucional de 1982, la Constitución de Canadá consta de la Ley de Canadá de 1982 (que incluye la Ley de Constitución de 1982), las leyes y las órdenes a las que se hace referencia en su lista (incluida en particular la Ley constitucional de 1867, anteriormente la Ley de la Norteamérica británica de 1867), y cualquier enmienda a estos documentos. La Corte Suprema de Canadá ha sostenido que la lista no es exhaustiva y también incluye una serie de leyes anteriores a la confederación y componentes no escritos.

## Historia
La primera semblanza para una constitución de Canadá fue la Proclamación real de 1763. El acta renombró Canadá como «Provincia de Quebec» y redefinió sus fronteras estableciendo un gobierno colonial británico. La proclamación fue considerada de facto «Constitución de Quebec» hasta 1774 que establecía demasiados procedimientos de gobierno en el área de Quebec. Esta extendió las fronteras y adoptó el código penal británico, entre otras cosas.

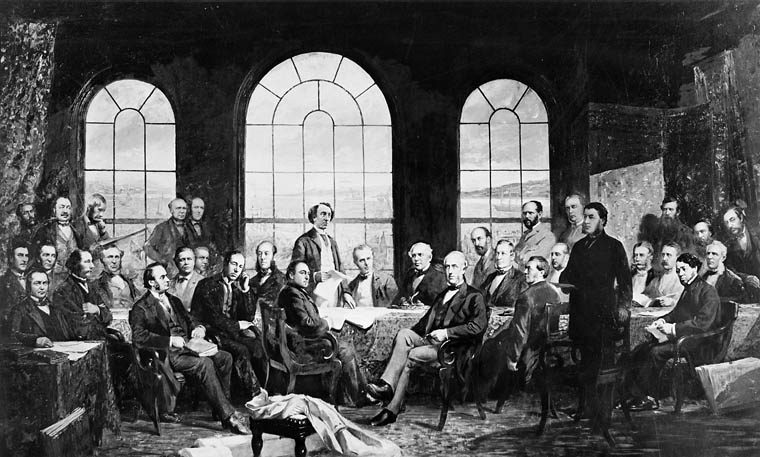
Pintura de Robert Harris en 1884 denominada Los padres de la Confederación, en la que se muestran las negociaciones para la adopción del Acta de la Norteamérica británica de 1867.

La colonia de Canadá recibió su primera constitución completa en el Acta constitucional de 1791, la cual estableció gran parte de la composición del sistema de gobierno. Este primer documento fue posteriormente superado por el Acta de la Norteamérica británica de 1867 que creó el Dominio de Canadá.
En 1931 el Parlamento británico pasó el Estatuto de Westminster. Dicho estatuto dio a todos los territorios del país autoridad legislativa equitativa con el Reino Unido. Fue el primer paso que abriría las posibilidades al Acta de Canadá de 1982 que dio los restantes elementos de autoridad legislativa retenidos por Gran Bretaña a Canadá. Dicho acto es usualmente denominado como la “nacionalización” (en inglés, patriation) de la constitución y su mayor mérito descansa en Pierre Elliott Trudeau, primer ministro de Canadá en ese tiempo.
Con la introducción del Acta de Canadá y el capítulo que lo acompaña, gran parte de las leyes constitucionales de Canadá cambiaron. El Acta de Canadá ha acogido numerosas convenciones constitucionales y hecho enmiendas significativas a los puntos de más difícil interpretación. El Capítulo ha centrado la Constitución en los derechos individuales y colectivos de los canadienses. Antes del establecimiento del Capítulo canadiense sobre derechos y libertades de 1982, los derechos civiles y las libertades no tenían en Canadá una solidez constitucional. Cuando algún estamento del gobierno presentaba una ley que pareciese opresiva a los derechos civiles y libertades ciudadanas, los abogados legislativos canadienses tenían que argüir de manera creativa como que dicha ley violaba divisiones federales o provinciales o citar casos técnicos que nada tenían que ver con el concepto de derechos civiles y libertades. Desde 1982, sin embargo, el capítulo llegó a ser el documento más citado de la constitución nacional y por lo tanto ha fortalecido la protección de los derechos de los ciudadanos canadienses.

## Acta constitucional de 1867
Esta acta del Parlamento británico, originalmente llamada Acta de la Norteamérica británica de 1867, creó el Dominio de Canadá de las tres provincias separadas de la Norteamérica británica y permitió que otras provincias y colonias pudieran unirse en el futuro. Esta acta fue la que determinó las características del sistema de gobierno canadiense, el cual combina el modelo británico de Westminster de un gobierno parlamentario con división de poderes (federalismo canadiense). Aunque es tan sólo una de las numerosas actas constitucionales de Canadá, este documento permanece en sí el más importante y fundamental para entender la Confederación canadiense (por ejemplo, la unión de provincias y colonias de la Norteamérica británica). Con la nacionalización de la constitución en 1982, esta acta fue renombrada como Acta constitucional de 1867. En años recientes, esta acta sirvió como base cuando fue analizada la división de poderes entre las provincias y el gobierno federal.

## Acta constitucional de 1982
Asumida por todas las provincias excepto Quebec, esta acta del Parlamento de Canadá determinó completa independencia del mando británico. La quinta parte del acta creó la fórmula de una enmienda constitucional en la cual no se requiere de una acta del Parlamento británico. Más adelante, la primera parte del acta es conocida como el Capítulo canadiense sobre derechos y libertades, el cual determina claramente los derechos de los ciudadanos canadienses, tales como la libertad de expresión, la religión y el libre desplazamiento. La segunda parte trata de las comunidades indígenas canadienses y sus derechos.

### Capítulo canadiense de los derechos y libertades
Como se anotó arriba, este corresponde a la primera parte del Acta constitucional de 1982. El capítulo es la garantía constitucional del colectivo y de los derechos individuales. Este es relativamente un documento breve y escrito en un lenguaje simple con el objetivo de asegurar su accesibilidad al común de las gentes. Se asegura que esta parte de la constitución es la que mayor impacto ha tenido en la sociedad canadiense contemporánea y el más importante punto constitucional en el desarrollo legislativo del país.

### Fórmula de enmienda
Con el acta constitucional de 1982, se tuvo que realizar todo un proceso de enmienda constitucional en acuerdo con la Parte V de la misma constitución que proveía cinco fórmulas de enmienda. Las propuestas de enmiendas pueden ser adelantadas según los indicativos de la sección 46 (1) por cualquier provincia o cualquier estamento del gobierno federal. La fórmula general está expresada en la sección 38 (1), conocida como la "fórmula 7/50" y requiere:
1. Pasar tanto por la Cámara de los Comunes y el Senado.
2. Aprobación de las dos terceras partes de las legislaturas provinciales (al menos siete provincias), representando así el 50% de la población nacional (en efecto, esto debe incluir Quebec u Ontario, que son las provincias más pobladas).

Esta fórmula especialmente aplica enmiendas relacionadas con la proporción en el Parlamento, poderes, selecciones y composiciones del Senado, la Suprema Corte y las adiciones de las provincias y territorios:
- En el caso de enmiendas relacionadas con la Oficina del Rey, el número de senadores, el uso sea del idioma oficial (sujeto a la sección 43) o la composición de la Corte Suprema, la enmienda debe ser adoptada por unanimidad de consenso en todas las provincias en el marco de la sección 41.
- Sin embargo, en el caso de enmiendas relacionadas con los límites de las provincias o el uso de cualquier idioma oficial del interés de la provincia en particular, la enmienda debe pasar por la legislatura provincial afectada según la sección 43.
- En el caso de una enmienda que afecte al gobierno federal solamente, la enmienda no necesita la aprobación de las provincias según lo establecido en la sección 44. Lo mismo aplica a las enmiendas que afectan los gobiernos provinciales solamente según sección 45.